# 沈州 (河南省)
沈州（しんしゅう）は、中国にかつて存在した州。
596年（開皇16年）、隋代は陳州の一部に沈州を新設した。605年（大業元年）、沈州は廃止となり管轄県は陳州に移管された。

## 下部行政区画
『隋書』に記載される管轄県は下記の通り
- 項城県
- 鮦陽県
- 和城県
- 溵水県